# Geonoma interrupta
Geonoma interrupta är en enhjärtbladig växtart som först beskrevs av Hipólito Ruiz López och Pav., och fick sitt nu gällande namn av Carl Friedrich Philipp von Martius. Geonoma interrupta ingår i släktet Geonoma och familjen Arecaceae.

## Underarter
Arten delas in i följande underarter:
- G. i. euspatha
- G. i. interrupta